# Myst III: Exile
Pour les articles homonymes, voir Exile.
Vous lisez un « bon article » labellisé en 2021.
Myst III: Exile est un jeu vidéo d'aventure à la première personne qui fait suite à Myst et à Riven. Contrairement aux précédents épisodes, ce troisième opus n'a pas été développé par Cyan Worlds mais par Presto Studios. Le jeu, édité par Ubisoft, est tout d'abord sorti sur PC en 2001, puis sur PlayStation 2 et Xbox fin 2002.
Le joueur prend le rôle d'un ami d'Atrus. Membre de la race D'ni, Atrus peut créer des liaisons vers d'autres mondes, appelés Âges, en écrivant des livres descriptifs. Dans Exile, Atrus a écrit un Âge pour que les D'ni puissent vivre tout en reconstruisant leur civilisation. Le livre est volé par un personnage mystérieux que le joueur poursuit pour tenter de le récupérer.
Le jeu a globalement été bien accueilli par la critique. Le site Jeuxvideo.com estime qu'il s'agit du meilleur jeu de la franchise et du meilleur jeu d'aventure de l'année 2001. À l'inverse, certains critiques ont estimé qu'Exile a prouvé que ce type de jeu n'avait plus sa place sur le marché vidéoludique : le jeu s'est moins bien vendu que prévu, un million d'exemplaires s'étant écoulés durant la première année (les deux premiers opus totalisaient sur la même période dix millions de ventes à eux deux) et Presto Studios a mis la clé sous la porte un an après la sortie initiale du jeu. Le quatrième opus de la série, Revelation, a été développé et édité par Ubisoft.

## Système de jeu

Livre de liaison permettant de se téléporter dans les Âges.

Le système de jeu de Myst III: Exile est similaire à celui de ses prédécesseurs : le joueur explore des environnements immersifs pré-rendus, appelés « Âges », en utilisant soit les clics de souris, soit la barre d'espace pour se déplacer à partir de nœuds définis à travers chaque Âge,. Contrairement aux jeux précédents, qui utilisaient une série d'images fixes, ce troisième opus utilise un système de « vision libre » qui donne au joueur un champ de vision de 360 degrés à chaque nœud,. Le jeu dispose également d'un mode optionnel pour se déplacer rapidement en sautant des nœuds. Cliquer avec la souris permet au joueur de manipuler et de ramasser des objets. Le curseur se modifie pour afficher les actions contextuelles.
Le joueur évolue dans un univers immersif, entouré de créatures vivantes dans certains des mondes. Le décor est en mouvement mais les options du jeu permettent de désactiver certains paramètres, comme le mouvement de la mer, lui permettant de fonctionner sur des machines relativement modestes pour l'époque,.
Au cours du jeu, le joueur acquiert deux journaux, celui d'Atrus (qui lui est donné au début du jeu) et celui de Saavedro dont il récupère des pages tout au long de son exploration. Ceux-ci sont dès lors toujours disponibles dans la barre d'inventaire en bas de l'écran et contiennent des informations importantes,. Pour progresser dans le jeu, le joueur doit résoudre des énigmes qui sont les leçons préparées par Atrus pour éduquer ses fils puis modifiées par Saavedro pour se venger d'Atrus. L'intrigue n'est pas linéaire pour autant puisque le joueur peut, à certaines étapes, aller dans les Âges dans l'ordre qu'il souhaite.

## Trame

### Âges
Chacun des Âges du jeu a un visuel et un thème distinctifs.
Le premier Âge visité est Tomahna où vivent Atrus, sa femme Catherine et sa fille Yeesha. Seulement une serre et le bureau d'Atrus sont visitables dans le jeu Myst III: Exile,.
Les joueurs continuent ensuite leur voyage sur J'nanin, qui agit comme une liaison avec les trois Âges pédagogiques. Il se compose d'une île semblable à un cratère de volcan avec trois gigantesques protections. Au centre du cratère se trouve un lac d'où monte une quatrième protection surmontée d'un édifice : l'observatoire.
Le premier âge éducatif est Voltaïc, consacré à l'énergie, à la surface désertique et aride. Un barrage électrique alimente cet Âge via un réseau de câbles et de relais et une installation géothermique permet d'alimenter en air chaud un dirigeable qui sert de moyen de transport. Le but de cet Âge est d'enseigner que « l'énergie alimente le mouvement futur » (selon le journal d'Atrus).
Vient ensuite Edanna qui est composé d'une île en forme d'arbre creux planté dans l'océan. Celui-ci a pour particularité d'être orienté vers l'intérieur où poussent les branches et de nombreuses plantes. Il a été créé par Atrus pour apprendre à ses fils que « la nature encourage la dépendance réciproque ».
Enfin, Amateria est censé éduquer son visiteur aux forces dynamiques, visant à lui apprendre que « les forces dynamiques incitent au changement ». La géométrie hexagonale y est omniprésente. Il se compose d'une seule île dont chaque partie correspond aux quatre points cardinaux et est reliée en son centre par des rails prévus pour faire circuler des boules d'énergie.
Narayan est un Âge instable et déséquilibré. Une civilisation y est apparu pour le stabiliser en mettant en place des traditions. Tout dans cet Âge tourne en effet autour des mystérieux arbres à treille qui demandent un entretien constant. Il aspire à enseigner à l'étudiant que « les systèmes équilibrés stimulent la civilisation ».
Pour finir, Releeshahn est l'Âge qu'Atrus a décidé de créer pour que les survivants de la civilisation D'ni puissent y vivre et refonder une civilisation sur de nouvelles bases en laissant de côté les haines du passé.

### Résumé
Myst III se passe dix ans après Riven. Atrus, l'ami du joueur, invite celui-ci à lui rendre visite dans la demeure qu'il s'est construite, à Tomanha. Il désire en effet lui présenter l'Âge qu'il vient d'écrire, Releeshahn, dans le but d'y abriter tous les D'ni survivants d'une catastrophe passée. Alors qu'il se prépare dans son bureau pour le voyage, un étranger survient dans la pièce par l'intermédiaire d'un livre de liaison, met le feu à un rideau et vole Releeshahn au grand désarroi d'Atrus. Le voleur ayant disparu à l'intérieur d'un livre, le joueur n'a d'autre choix que de le suivre et arrive dans un monde mystérieux semblable à un immense volcan éteint au milieu de l'océan : J'nanin,.
Après une rapide exploration, il découvre un message vidéo du voleur dans lequel un certain Saavedro s'adresse à Atrus et expose son désir de vengeance. Pour retrouver Releeshahn, le joueur doit parcourir trois Âges (Voltaïc, Amateria et Edanna) pour débloquer l'accès à un dernier Âge, Narayan, d'où est originaire Saavedro. Ces trois Âges, créés dans un but pédagogique pour enseigner respectivement l'énergie, les forces dynamiques et la nature aux fils d'Atrus, Sirrus et Achenar, sont parcourus dans l'ordre voulu pour récupérer trois symboles débloquant le livre de liaison de Narayan. Au cours de l'exploration de ces Âges, le joueur en apprend plus sur Saavedro par le biais de messages écrits, vidéo et peints.
Saavedro vivait à Narayan et avait accepté d'éduquer les fils d'Atrus dans son monde. Cependant, les deux jeunes hommes, dont on peut découvrir la cupidité et la folie dans Myst premier du nom, plongèrent cet Âge fragile dans la guerre civile. Saavedro les poursuivit sur J'nanin et y fut enfermé. Lorsqu'il découvrit le moyen d'arriver à Narayan, il se retrouva face à un bouclier opaque l'empêchant de rentrer chez lui. Ce n'est que vingt ans plus tard, lorsque Atrus est revenu sur J'nanin, que Saavedro a mis au point son plan de vengeance avec l'idée d'obliger son ancien ami à sauver son monde,.
Le voleur est donc très déçu lorsqu'arrive le joueur à la place d'Atrus. Cependant, en résolvant une dernière énigme, le joueur découvre que le bouclier est en fait un système de sas et réussit à renvoyer Saavedro chez lui contre Releeshahn. Le joueur peut finalement rentrer à Tomanha où il est accueilli par Atrus, son épouse Catherine et leur fille Yeeshah.
Des fins négatives peuvent survenir : la mort du joueur des mains de Saavedro et sa fuite avec Releeshahn, entre autres. Le joueur peut aussi choisir de laisser le voleur prisonnier du sas, ce qu'Atrus regrette néanmoins dans la cinématique de fin correspondante.

## Développement
Cyan Worlds et Mattel Interactive, alors propriétaires de la franchise Myst, ont demandé à plusieurs entreprises de développement de faire des propositions pour une suite de Myst et Riven[Quand ?]. Selon Game Developer, les parties intéressées ont élaboré des propositions comprenant des concepts d'histoire, une analyse des deux premiers jeux, une démonstration de technologie et les objectifs du troisième jeu. Selon le fondateur et producteur de Presto Studios, Greg Uhler, ces objectifs incluaient une variété visuelle dans les Âges, une fin satisfaisante et un moyen pour les joueurs de mesurer leurs progrès pendant le jeu. Selon Uhler, la barre de progression est très importante car « les joueurs qui n'avaient pas réussi à terminer Myst ou Riven l'ont fait parce qu'ils n'étaient pas sûrs de ce qu'il restait du jeu et quels étaient leurs objectifs ». Au départ, Presto Studios a préparé trois scénarios possibles. Une réunion entre Cyan, Presto Studios et Mattel s'est conclue sur une trame complètement différente en sortant du cadre fourni par Myst. Finalement, Mattel a choisi Presto[Quand ?] pour cette tâche en raison de son talent, de son expérience et d'une relation commerciale préexistante.
Presto a dépensé des millions de dollars[Combien ?] pour développer le jeu, utilisant l'ensemble du personnel du studio pour mener à bien le projet. Le développement a duré deux ans et demi, dont neuf mois ont été consacrés à la conception et à la préproduction. Une attention particulière a été consacrée aux styles visuels et à la mécanique de jeu, qu'un critique a décrits comme « une collaboration de Jules Verne, Rube Goldberg et Claes Oldenburg ». En juillet 2000, l'aspect, l'histoire et les énigmes du jeu étaient tous terminés et Presto construisait les mondes du jeu. Des environnements pré-rendus, comme ceux des précédents jeux Myst, ont été utilisés, offrant ce que le producteur Dan Irish a décrit comme la « capacité photoréaliste de présenter le monde de manière convaincante. La vue de la caméra à 360 degrés vous permet également d'avoir une expérience plus proche de la réalité ».
Comme dans Myst et Riven, les développeurs ont utilisé des séquences d'action réelles au lieu d'acteurs et d'accessoires générés par ordinateur. Irish a déclaré que l'utilisation de visuels informatiques aurait rappelé aux joueurs qu'ils étaient dans un jeu, « ce qui anéantirait l'immersion qui est si importante pour les jeux Myst ». Les acteurs ont été filmés sur un fond bleu puis placés dans des environnements numériques à l'aide d'incrustations. Avant que le tournage puisse commencer, tous les décors ont été construits et remplis d'accessoires que les acteurs pouvaient utiliser. Les costumes de tous les personnages ont été réalisés et chaque scène a été dessinée par storyboard. Rand Miller est revenu pour doubler Atrus, un rôle qu'il avait rempli depuis le premier jeu Myst. Brad Dourif a accepté de doubler Saavedro parce qu'il était un grand fan de Myst. Dourif a noté que jouer pour un jeu vidéo était beaucoup plus difficile que de travailler sur des plateaux de cinéma, car il ne pouvait pas voir le joueur ou interagir avec l'environnement du jeu. Parmi les autres acteurs, on peut citer Maria Galante, l'épouse d'Atrus, et Audrey Uhler dans un caméo, dans le rôle de la fille d'Atrus, Yeesha. La préparation des tournages vidéo a duré quatre mois, et filmer les scènes n'a duré que sept jours. Uhler a noté que, comme les caméras vidéo haute définition n'étaient pas utilisées, la vidéo résultante n'était pas aussi nette que les développeurs l'avaient souhaité.
Après que Mattel a vendu ses actifs dans le jeu vidéo en même temps que The Learning Company en 2000, Exile s'est retrouvé entre les mains d'une nouvelle filiale de The Learning Company, intitulée GAME Studios. Après la vente de GAME Studios et de leurs actifs à Ubisoft en mars 2001, celle-ci détient le titre ainsi que l'ensemble de la franchise.

### Musique

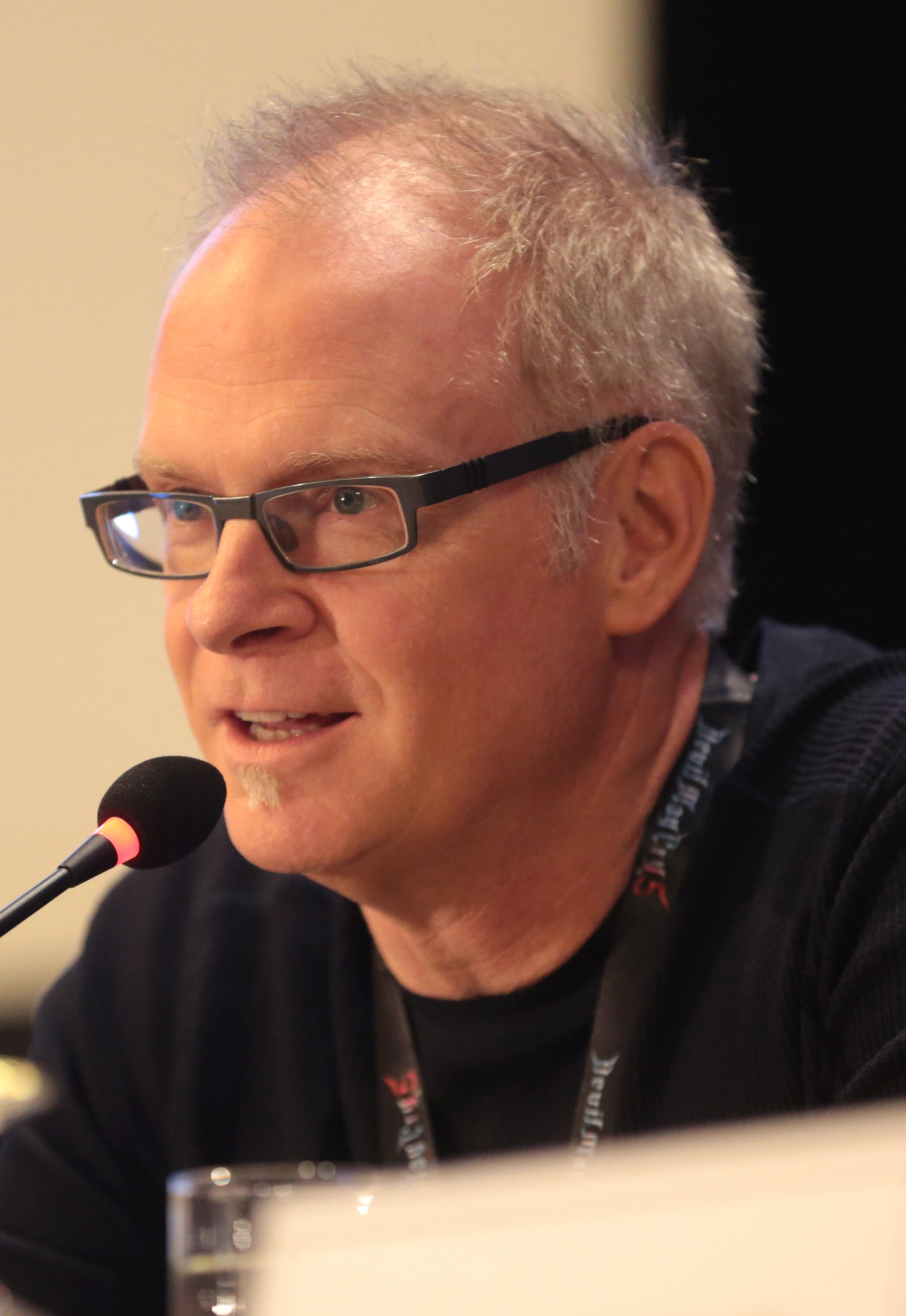
Jack Wall, compositeur du jeu.

La musique de Myst et Riven a été composée par Robyn Miller, mais c'est Jack Wall qui a créé la bande son de ce troisième opus. Selon Irish, le développement de la musique était l'un des aspects les plus difficiles d'Exile car « [ils devaient] égaler ou dépasser le style de musique surréaliste que Robyn avait mis au point. Il devait être reconnaissable comme Myst, mais unique et distinctif ». Wall considérait la complexité croissante des jeux comme une occasion de donner aux joueurs une bande originale avec autant de force qu'une musique de film.

## Accueil
Exile a été généralement accueilli positivement lors de sa sortie, la version PC détenant une note de 83% sur Metacritic.
Les graphismes et la bande son d'Exile ont été unanimement salués,. Les énigmes ont été décrites comme moins difficiles et plus convenues, ce qui signifie que les joueurs n'avaient pas à faire des expérimentations,,. Peter Cohen de Macworld a félicité Presto pour avoir distillé des morceaux d'histoire tout au long du jeu, plutôt que de tout expliquer pendant les séquences d'ouverture et de clôture. Le système de rythme et de récompenses a également été apprécié par les critiques. Selon IGN, Presto Studios a fait « un très bon travail avec un ajout notable à la série ». The Daily Telegraph a encore plus apprécié le jeu, expliquant que Presto avait conçu le meilleur jeu Myst de la série jusqu'à présent. Les rédacteurs en chef de Computer Games Magazine ont désigné Exile comme le meilleur jeu d'aventure de 2001. Ils ont également décerné au jeu leurs prix de « Meilleure direction artistique » et de « Meilleur acteur ».
Les critiques négatives du jeu reprochaient notamment le format à quatre disques, qui obligeait les joueurs à changer de disque régulièrement, à chaque fois que le joueur entrait dans un nouvel Âge. Selon Scott Osborne de GameSpot, en raison de la nature du gameplay, il était parfois difficile de discerner où les joueurs étaient autorisés à s'aventurer et quelles zones étaient inaccessibles. Le Los Angeles Times a rapporté que des bogues, notamment un manque de son, une incompatibilité avec certaines cartes graphiques et des pannes systèmes, étaient présents dans 10 pour cent de la première livraison de disques. Les critiques qui n'avaient pas apprécié Myst ou Riven ont déclaré qu'il n'y avait rien de nouveau ou de substantiellement différent dans cette suite pour justifier un nouvel intérêt. Selon The New York Times, « Exile a tout ce que vous aimiez ou détestiez à propos de Myst et Riven ».
L'Académie des Arts et des Sciences Interactifs a nommé Myst III dans les catégories Meilleure conception de personnage ou d'histoire, Jeu d'action-aventure de l'année et Meilleure bande son. Cependant, ces catégories ont finalement été remportées respectivement par Ico, Return to Castle Wolfenstein et Tropico. En 2011, Adventure Gamers a classé Myst III 59e de sa liste des meilleurs jeux d'aventure jamais sortis.

### Ventes
Exile était un jeu très attendu dont les précommandes ont dépassé les 500 000 unités en mars 2001. Il est le jeu le plus vendu aux États-Unis dans la semaine suivant sa sortie, tandis que son édition collector s'est classée à la cinquième place. La semaine suivante, le jeu est resté à la première place des meilleures ventes tandis que l'édition collector est classée neuvième. Ubisoft déclare à ce moment des ventes globales de 75 000 unités. Après être resté à la première place pendant trois semaines, Exile descend au troisième rang au cours de la semaine se terminant le 2 juin 2001. Selon Ubisoft, Exile avait vendu plus de 400 000 unités dans le monde au 30 juin 2001.
Exile est resté dans le top 20 mensuel de NPD Intelect de juillet à août 2001 et s'est vendu à 173 569 unités en octobre, tandis que son édition collector s'est écoulée à 40 051 unités,,. À la suite de sa sortie européenne le 7 septembre 2001, il a atteint la deuxième place dans les charts britanniques, et la première place en Allemagne et en France. Ubisoft a révélé des ventes mondiales de plus de 750 000 unités à la fin septembre 2001 et de près de 1,2 million d'unités à la fin de décembre 2001.
Ses ventes au détail sur le marché intérieur américain pour 2001 ont totalisé 284 555 unités, pour un chiffre d'affaires de 11,7 millions de dollars. Les ventes intérieures américaines se sont poursuivies en 2002, avec 80 810 unités, et en 2003, avec 43 735 ventes pour l'année. En août 2006, la version PC d'Exile s'était vendue à 400 000 exemplaires et rapportait 14 millions de dollars rien qu'aux États-Unis. Edge l'a classé au 37e rang des jeux les plus vendus aux États-Unis sortis entre janvier 2000 et août 2006. À cette date, il s'agissait également de l'épisode de la série Myst le plus vendu. En 2010, les ventes totales d'Exile avaient atteint 1,5 million d'exemplaires.
Malgré des ventes importantes, Exile est considéré comme décevant d'un point de vue commercial par rapport aux ventes phénoménales des deux premiers jeux, qui s'étaient vendus dans le monde à près de 10 millions d'unités en cumulé. Selon Greg Kasavin de GameSpot, « Myst n'est plus aussi pertinent qu'avant pour les joueurs et représente un style de jeu désuet » par rapport aux jeux d'action 3D sortis à la même époque. Peu de temps après la sortie du jeu, Presto a annoncé qu'il mettait fin à ses activités. Michael Saladino, employé de Presto, a souligné le style non-conformiste du studio et son incapacité à développer plus d'un titre à la fois comme raisons de sa fermeture. Le jeu suivant de la série Myst, intitulé Myst IV: Revelation, est alors développé et édité par Ubisoft.

### Distinctions
| Récompense                             | Catégorie                                                                            | Résultat   | Réf.   |
| -------------------------------------- | ------------------------------------------------------------------------------------ | ---------- | ------ |
| Academy of Interactive Arts & Sciences | Meilleure bande son Meilleure conception de personnage ou d'histoire                 | Nomination | [ 69 ] |
| GameSpot                               | Meilleur jeu d'aventure                                                              | Lauréat    | [ 69 ] |
| Computer Games Magazine                | Meilleur jeu d'aventure Meilleure direction artistique Meilleur acteur (Brad Dourif) | Lauréat    | [ 69 ] |